# Marek Wilcz
Marek Wilcz (ur. 18 stycznia 1959, zm. 26 czerwca 1999), polski specjalista ochrony przyrody, wieloletni wojewódzki konserwator przyrody w Bydgoszczy.
Ukończył studia na Wydziale Rolnictwa Akademii Techniczno-Rolniczej w Bydgoszczy. Po odbyciu rocznego stażu został w 1983 asystentem konserwatora przyrody na terenie województwa bydgoskiego Tadeusza Tylżanowskiego. W 1988, po przejściu Tylżanowskiego na emeryturę, został jego następcą.
Był zaangażowany w tworzenie nowych rezerwatów i parków krajobrazowych. Szczególnie wiele starań włożył w założenie Parku Narodowego „Bory Tucholskie”, który rozpoczął działalność 1 lipca 1996. W ciągu ośmiu lat pracy Wilcza w charakterze wojewódzkiego konserwatora przyrody powstały łącznie cztery parki krajobrazowe i dziesięć rezerwatów przyrody (m.in. rezerwat Dolina Rzeki Brdy), 22 obszary zyskały status krajobrazu chronionego, ponad 1400 obiektów uznano za pomniki przyrody, a ponad 1000 obszarów przekształcono w użytki ekologiczne. W zakresie ochrony przyrody wiele działań podjął Wilcz także na terenie samej Bydgoszczy; stary ogród botaniczny przy ulicy Niemcewicza przemianowano na arboretum, status pomnika przyrody otrzymało przeszło 70 obiektów, co oznaczało niemal czterokrotny wzrost liczby pomników przyrody w mieście. Dotyczyło to m.in. magnolii przy alei Ossolińskich, cisów przy placu Teatralnym, miłorzębów przy ulicy Gimnazjalnej i ulicy Konarskiego, katalpy przy Pałacu Młodzieży, perełkowca japońskiego przy ulicy Fordońskiej.
Jako konserwator przyrody Wilcz wspierał ogród botaniczny w podbydgoskim Myślęcinku, przyczyniając się do budowy ogrodu roślin górskich (alpinarium). W 1996 objął w Myślęcinku kierownictwo Centrum Edukacji Ekologicznej. Po trzyletniej przerwie miał wrócić na stanowisko wojewódzkiego konserwatora przyrody (po przekształceniach administracyjnych w województwie kujawsko-pomorskim) 1 lipca 1999. Zmarł kilka dni przed planowanym objęciem tej funkcji.